# Сопертон (Джорджія)
Сопертон (англ. Soperton) — місто (англ. city) в США, в окрузі Тройтлен штату Джорджія. Населення — 2889 осіб (2020).

## Географія
Сопертон розташований за координатами 32°22′42″ пн. ш. 82°35′38″ зх. д. / 32.37833° пн. ш. 82.59389° зх. д. (32.378268, -82.594019).  За даними Бюро перепису населення США в 2010 році місто мало площу 11,56 км², з яких 11,40 км² — суходіл та 0,16 км² — водойми.

## Демографія
Згідно з переписом 2010 року, у місті мешкало 3115 осіб у 1102 домогосподарствах у складі 729 родин. Густота населення становила 270 осіб/км².  Було 1261 помешкання (109/км²).
Расовий склад населення:
| - 57,5 % — чорних або афроамериканців - 40,8 % — білих - 0,3 % — корінних американців - 0,1 % — азіатів |

До двох чи більше рас належало 0,9 %. Частка іспаномовних становила 1,0 % від усіх жителів.
За віковим діапазоном населення розподілялося таким чином: 26,5 % — особи молодші 18 років, 60,0 % — особи у віці 18—64 років, 13,5 % — особи у віці 65 років та старші. Медіана віку мешканця становила 33,1 року. На 100 осіб жіночої статі у місті припадало 98,9 чоловіків;  на 100 жінок у віці від 18 років та старших — 98,5 чоловіків також старших 18 років.
Середній дохід на одне домашнє господарство  становив 35 023 долари США (медіана — 27 336), а середній дохід на одну сім'ю — 44 131 долар (медіана — 39 896). Медіана доходів становила 34 047 доларів для чоловіків та 19 167 доларів для жінок. За межею бідності перебувало 32,8 % осіб, у тому числі 61,6 % дітей у віці до 18 років та 14,5 % осіб у віці 65 років та старших.
Цивільне працевлаштоване населення становило 1029 осіб. Основні галузі зайнятості: освіта, охорона здоров'я та соціальна допомога — 19,4 %, мистецтво, розваги та відпочинок — 14,5 %, роздрібна торгівля — 13,3 %, публічна адміністрація — 13,2 %.